# A.R. Penck
Ralf Winkler, alias A.R. Penck, född 5 oktober 1939 i Dresden, död 2 maj 2017, var en tysk målare och skulptör. Han var en neoexpressionistisk målare känd för sin visuella stil, influerad av primitiv konst.

## Biografi
A.R. Penck studerade med en grupp neoexpressionistiska målare. Under den kommunistiska regimen bevakades han av den hemliga polisen eftersom han betraktades som en dissident. I slutet av 1970-talet deltog han i flera konstpresentationer i Västberlin och var pionjär för de första yttrandefrihetsverken i Östberlin.
Pencks verk ställdes mestadels ut i konstgallerier och vissa museer i västvärlden från början av 1980-talet. Han deltog i den internationella konstutställningen Zeitgeist, som visades på Martin-Gropius-Bau och på Tate Britain (1983).
På 1980-talet blev han skicklig inom piktogrammåleri och med sin karakteristiska totemiska konst och användningen av primitiva former för att skissa mänskliga former. Han deltog i flera internationella konstpresentationer, främst i New York och London.
Pencks skulpturer, även om de är mindre kända, framkallar samma primitiva teman som hans målningar och teckningar. Han använde vanliga material som trä, flaskor, kartonger, burkar, packtejp, stanniol, aluminiumfolie, trådar och injekteringsbruk, allt målat och sammansatt med enkelhet och spontanitet.
Trots den lilla estetiska detaljen, den grova kvaliteten och enkelheten i deras konstruktion, har de samma symboliska antropomorfa former som hans platta symboliska målningar. Hans målningar är möjligen influerade av Paul Klees verk och blandar tydligheten i egyptisk eller maya-skrift med råheten i de sista svarta målningarna av Jackson Pollock. Skulpturerna påminner ofta om stenhuvudena på Påskön och andra manifestationer av polynesisk konst.
Penck var också trummis och slagverkare, och medlem i rockgruppen Triple Trip Touch. Han tog varje tillfälle han fick att spela med några av de bästa jazzmusikerna från slutet av 1980-talet, inklusive Butch Morris.
Penck arbetade i Berlin, Düsseldorf, Dublin och New York.

## Källa
- A. R. Penck

1. ↑  RKDartists, RKDartists-ID: 62514, läst: 23 augusti 2017.[källa från Wikidata]
2. ↑  Benezit Dictionary of Artists, Oxford University Press, 2006 och 2011, ISBN 978-0-19-977378-7, Benezit-ID: B00138222, läst: 9 oktober 2017.[källa från Wikidata]
3. ↑  SNAC, SNAC Ark-ID: w6vt2281, läs online, läst: 9 oktober 2017.[källa från Wikidata]
4. ↑  Zentrum für Kunst und Medientechnologie, ZKM person-ID: a-r-penck, läst: 30 juni 2022.[källa från Wikidata]
5. ↑  Discogs, Discogs artist-ID: 976018, läst: 9 oktober 2017.[källa från Wikidata]
6. ↑  Internet Speculative Fiction Database, ISFDB författar-ID: 232470, läst: 9 oktober 2017.[källa från Wikidata]
7. ↑  filmportal.de, Filmportal-ID: afaab82f76ab4c299233547901d1e6e7, läst: 9 oktober 2017.[källa från Wikidata]
8. ↑  Museum of Modern Arts webbsamling, MoMA konstnärs-ID: 4546, läs online, läst: 4 december 2019.[källa från Wikidata]
9. 1 2 3 4  Archive of Fine Arts, abART person-ID: 20668, läst: 1 april 2021.[källa från Wikidata]
10. ↑  Untitled (på engelska), läs online, läst: 7 september 2021.[källa från Wikidata]
11. ↑  On People (på nederländska), läs online, läst: 14 mars 2021.[källa från Wikidata]
12. 1 2  Tjeckiska nationalbibliotekets databas, NKC-ID: js20060421018, läst: 15 december 2022.[källa från Wikidata]
13. ↑  NMVW:s samlingar, NMVW-ID: 81598, läs online, läst: 16 januari 2020.[källa från Wikidata]
14. ↑  Was ist Gravitation? I (på nederländska), läs online, läst: 5 juli 2021.[källa från Wikidata]